# Svenska landskapsrätter (bok)
Svenska landskapsrätter är en kokbok med landskapsrätter av Oskar Jakobsson, utgiven första gången 1963. I boken anges ett flertal landskapsrätter per landskap. 

## Skåne
Skånsk kryddsill, lertallrikasill, senapsägg på skånevis, skånsk senapssås, stenbitssoppa, ålasoppa, skånsk sillasoppa, skånsk vitkålssoppa, svartsoppa med krås, korv till svartsoppa (russinkorv), Göingesoppa, Enkel ölost, Skånepytt, Skånsk curryål, Kokt rimmad ål med senapssås, Snurreål, Luad ål, Halmad färsk ål, Rundrökt ål med skånsk potatis, Kokt torsk med skånsk senapssill, Skånsk plockefisk, Bästefars frukost, Stekt fläsk med möljebröd, Skånsk lökadoppa, Falsk vildsvinsstek med murkelsås, Skånskt curryfläsk, Äggkaka med fläsk, Stenkakor med stekt fläsk, Skånsk snuda, Snudesö, Verkenskål, Trillekorv, Stekt skanörgås, Sprängd gås med pepparrotsgrädde eller vinsås, Rödkål, Råkor, Skånsk kalops, Hjortstek, Slättbosnus, Biskopskaka, Jäspannkaka, Farmors äpplakaga, Klenor, Mannagrynskräm med apelsinsås, Åhussandbakelser, Gammal god spettkaka.

## Blekinge
Sjömansbiff, Klar fisksoppa, Ålasoppa, Potatis- och löksoppa, Stekt vårsill med gräddsås, Brödsoppa, Fläkesill, Kokt färsk sill med senapssås, Lättrimmad ål med senapssås, Griljerad ål med majonnäs, Halstrad helrimmad ål, Stekt lax på gammalt sätt, Stuvad kabeljo, Kabeljopudding, Påsakorv, Köttgryta från Blekinge, Bondäggröra, Körsbärsplättar, Sockerplätscher. 

## Halland
Laxasoppa, Torskgryta från Falkenberg, Flottyrkokt Varbergsvitling, Halstrad piggvarsfilé med pepparrotsmajonnäs, Kokt salt sill med gräslökssås, Halstrad färsk sill med sur gräslöksgrädde, Ristad torskrom.

## Bohuslän
Musselsoppa, Soppa på havskräftor, Gratinerade räkor, Stuvad krabba, Kokta rödspättefiléer i murkelsås, Svampstuvade fiskbullar, Stekt rödspätta med citron och persilja, Ungsgräddad sjötunga, Kokt makrill med krusbärssås, Gravad makrill, Delikatesskummel, Fiskgryta från Västkusten, Kokt kolja från Gravarne, Färserade vitlingfiléer, Äggost, Flottyrkokta äppelringar. 

## Dalsland
Hönssoppa, Soppa på vänerlake, Ugnsstekt braxen, Herrgårdsgös, Kokt rimmad revbensspjäll med persiljesås, Kålkalops, Vaniljpannkakor, Äppelpannkakor från Dalsland, Laggtårta med havregryn och äpple, Äppelkaka från Åmål, Sjuskinnsgröt. 

## Småland
Kräftsoppa, Jaktsoppa, Kall inkokt västerviksål, Jägargryta, Harrugu, Kalmarlåda, Smålandspannkaka, Kroppkakor, Smålandsisterband, Smålandsdoppa, Bänkvälling, Småländsk ostkaka, Kanelsås, Spenatplättar, Bonnakringlor, Rabarberpannkaka, Hjärtansfröjd, Gräddmunkar, Ristårta.

## Öland
Nässelkål, Fårsoppa, Ångkokt sill, Kroppkakor (från Borgholm), Ålakakor, Griljerat revbensspjäll, Lufsa, Hare i gryta, Fläskmunkar, Svampbullar, Smörfräst solöga, Gammaldags efterrätt. 

## Gotland
Gotländsk sparrissoppa, Klintebysoppa, Lammsoppa med korngryn, Gotländsk fiskgryta, Ugnstroll, Fiskpudding, Enkel laxrätt, Fårfiol, Glödhoppa, Fårkotletter med persiljepotatis, Ugnsstekt fårbog med stuvade morötter, Kanin i gräddsås, Kokt kanin i svampsås, Kanin på herrgårdsvis, Marinerad vildkanin, Kaninköttbullar med stuvade grönsaker, Ingefärsstekt revbensspjäll, Fylld rågbrödsbulle, Saffranspannkaka, Rabarberpaj.

## Östergötland
Grönärtsoppa, Kålsoppa från Valdemarsvik, Ålsoppa, Godegårdssås, Kokt sutare med dillsås, Vätteröding i ugn, Stuvad vättersik, Sillfräs, Änglamat, Illersjökakor, Giftas, Greve spens tårta.

## Västergötland
Ostsoppa, Gräddstekt laxforell, Ugnsstekt vätterröding, Knaperstekt salt sill med löksås, Senap (svartsenap). 

## Värmland
Värmländsk bönsoppa, Harsoppa, Stuvad stenbit, Inkokt stenbit, Stekt slom, Ugnsstekt vänergös med kantarellsås, Lakrom, Dillhalstrad braxenfilé. 